# Stehlikiana absona
Stehlikiana absona är en insektsart som beskrevs av Young 1977. Stehlikiana absona ingår i släktet Stehlikiana och familjen dvärgstritar. Inga underarter finns listade i Catalogue of Life.